# Viola alliariifolia
Viola alliariifolia Nakai – gatunek roślin z rodziny fiołkowatych (Violaceae). Występuje endemicznie w Japonii – na wyspie Hokkaido. 

## Morfologia
PokrójBylina dorastająca do 10 cm wysokości, tworząca kłącza.
LiścieBlaszka liściowa ma owalny lub nerkowaty kształt. Mierzy 2,5–3 cm długości oraz 3,5–5 cm szerokości, jest karbowana na brzegu, ma sercowatą lub ściętą nasadę i tępy wierzchołek. Przylistki są owalne. Ogonek liściowy jest nagi.
KwiatyPojedyncze, wyrastające z kątów pędów. Mają działki kielicha o owalnym kształcie. Płatki są odwrotnie jajowate i mają żółtą barwę, płatek przedni jest z purpurowymi żyłkami, wyposażony w obłą ostrogę.

## Biologia i ekologia
Rośnie na łąkach. 